# کاکتوس گلوله‌برفی
کاکتوس گلوله‌برفی (نام علمی: Mammilloydia) نام یک سرده از تبار کاکتوسی‌تباران است.